# Regió de Maloja

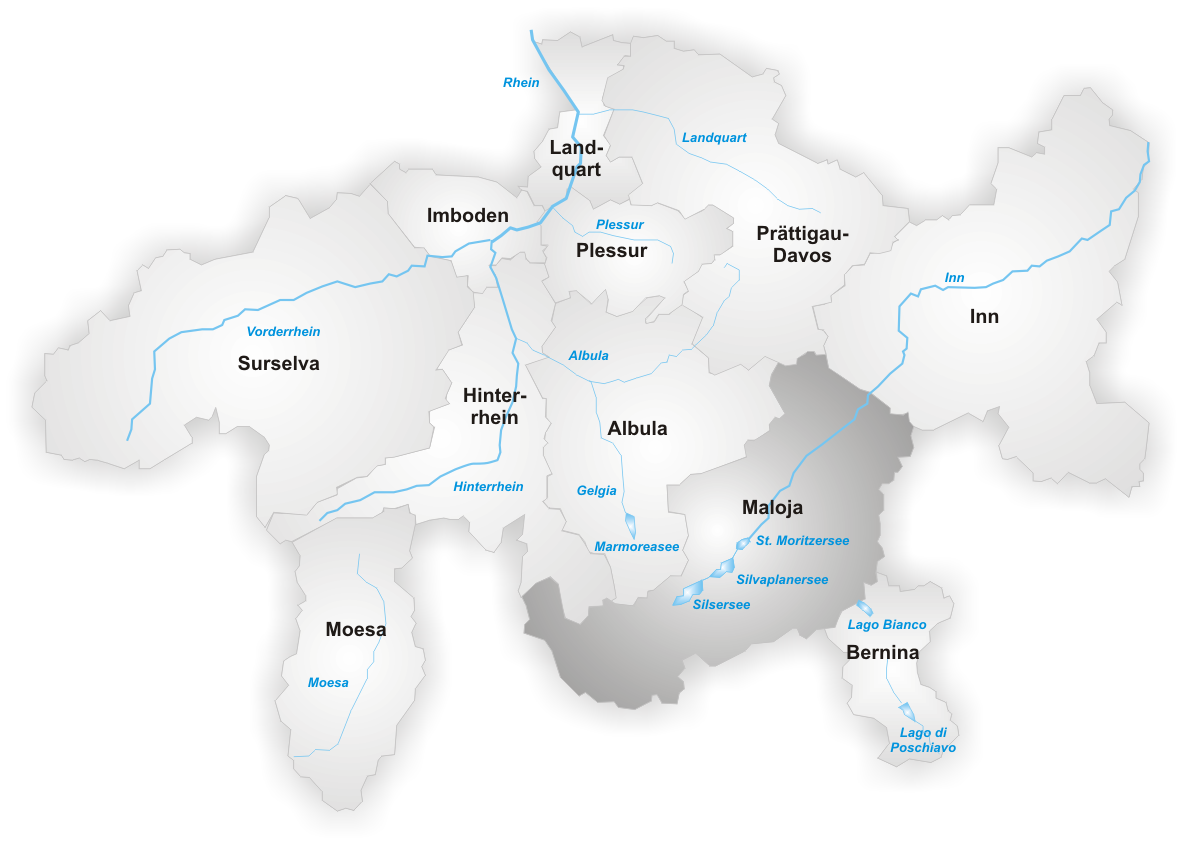
La regió de Maloja

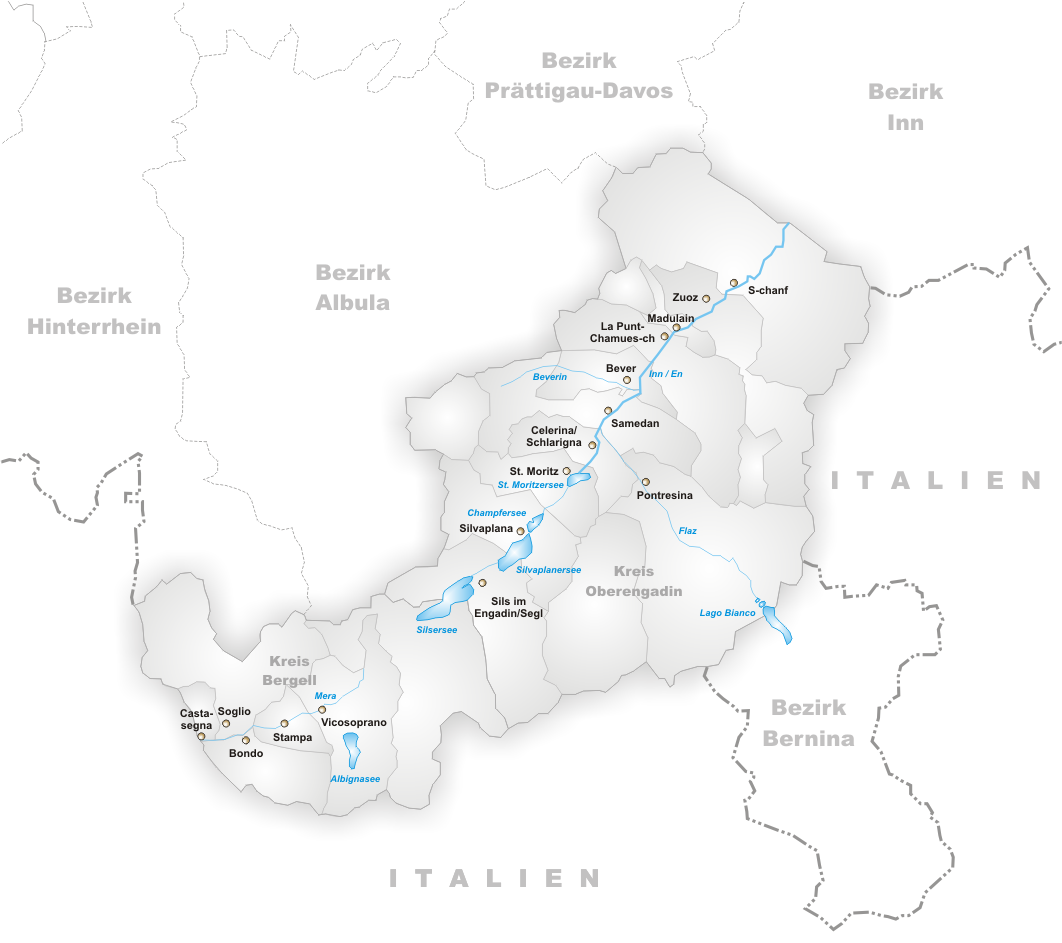
Municipis de la regió de Maloja

La Regió de Maloja és un antic districte administratiu del cantó de Graubünden (o Grigioni), Suïssa. Tenia una superfície de 973,28 km² i tenia 18.698 el 2015. Va ser substituïda per la Regió de Maloja l'1 de gener de 2017 com a part d'una reorganització del Cantó. És una de les 11 regions del cantó dels Grisons (Suïssa). És una regió trilingüe (alemany, italià i romanx) i està formada per 16 municipis repartits en 2 cercles comunals. Té una població de 18035 habitants i una superfície de 973,61 km².

## Municipis
| Cercle de Bergell | Cercle de Bergell | Cercle de Bergell    | Cercle de Bergell | Cercle de Bergell |
| Escut             | Nom               | Població (Des. 2007) | Superfície in km² | Núm. OFS          |
| ----------------- | ----------------- | -------------------- | ----------------- | ----------------- |
| Bondo             | Bondo             | 199                  | 28.28             | 3771              |
| Castasegna        | Castasegna        | 194                  | 6.78              | 3773              |
| Soglio            | Soglio            | 173                  | 67.57             | 3774              |
| Stampa            | Stampa            | 570                  | 94.82             | 3775              |
| Vicosoprano       | Vicosoprano       | 450                  | 54.00             | 3776              |

| Cercle d'Oberengadin | Cercle d'Oberengadin | Cercle d'Oberengadin | Cercle d'Oberengadin | Cercle d'Oberengadin |
| Escut                | Nom                  | Població (Des. 2007) | Superfície in km²    | Núm. OFS             |
| -------------------- | -------------------- | -------------------- | -------------------- | -------------------- |
| Bever                | Bever                | 641                  | 45.75                | 3781                 |
| Celerina/Schlarigna  | Celerina/Schlarigna  | 1402                 | 24.02                | 3782                 |
| La Punt-Chamues-ch   | La Punt-Chamues      | 731                  | 63.27                | 3785                 |
| Madulain             | Madulain             | 183                  | 16.28                | 3783                 |
| Pontresina           | Pontresina           | 1942                 | 118.19               | 3784                 |
| St. Moritz           | Sankt Moritz         | 5062                 | 28.69                | 3787                 |
| Samedan              | Samedan              | 2823                 | 113.80               | 3786                 |
| S-chanf              | S-chanf              | 672                  | 138.03               | 3788                 |
| Sils im Engadin/Segl | Sils im Engadin/Segl | 747                  | 63.57                | 3789                 |
| Silvaplana           | Silvaplana           | 1000                 | 44.77                | 3790                 |
| Zuoz                 | Zuoz                 | 1246                 | 65.79                | 3791                 |